# Pectinatella magnifica
Espèce
Pectinatella magnifica, appelée « Pectinatelle » en français, est un bryozoaire d'eau douce plutôt thermophile, habitant les eaux stagnantes ou à faible courant, et formant des colonies massives, gélatineuses, visqueuses au toucher, mais de consistance ferme. La colonie est appelée zoarium (pluriel: zoaria). 

## Zoarium
La masse principale du zoarium est formée par une gelée commune, autour de laquelle se distribuent les individus de la colonie appelés zoïdes. Chaque zoïde comprend une partie antérieure, le polypide, caractérisé par une couronne en U de 40-80 tentacules (lophophore) et une partie postérieure, le cystide, correspondant à la paroi du corps. Les zoïdes sont regroupés en des sortes de rosettes de 12 à 18 individus. La région entourant la bouche du polypide contient des pigments rouges bien visibles. À l'extrémité distale de chaque bras du lophophore et du côté anal du col du cystide, se trouvent des taches blanches (« white spots ») caractéristiques. En extension, le polypide mesure de l'ordre de 3 mm de la base de l'estomac jusqu'au lophophore étendu.
Les colonies sont fixées sur des substrats variés, des pierres, des branches mortes ou des racines partiellement ou entièrement immergées dans l'eau. Si elles se développent sur l'axe de la branche, elles sont souvent fusiformes, au ventre plus ou moins élargi, alors que celles fixées aux extrémités de la branche ont tendance à devenir globuleuses, en forme de massue ou de boule. Sur un substrat plat, elles forment des coussinets. En vieillissant elles peuvent se détacher du substrat et flotter à la surface de l'eau. 
Ces colonies peuvent devenir très volumineuses, atteignant la taille d'un ballon de football ou même d'un pneu d'automobile.

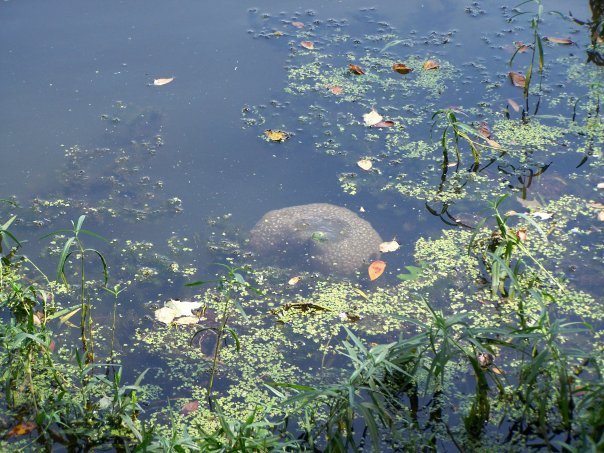
Zoarium vu de la surface.
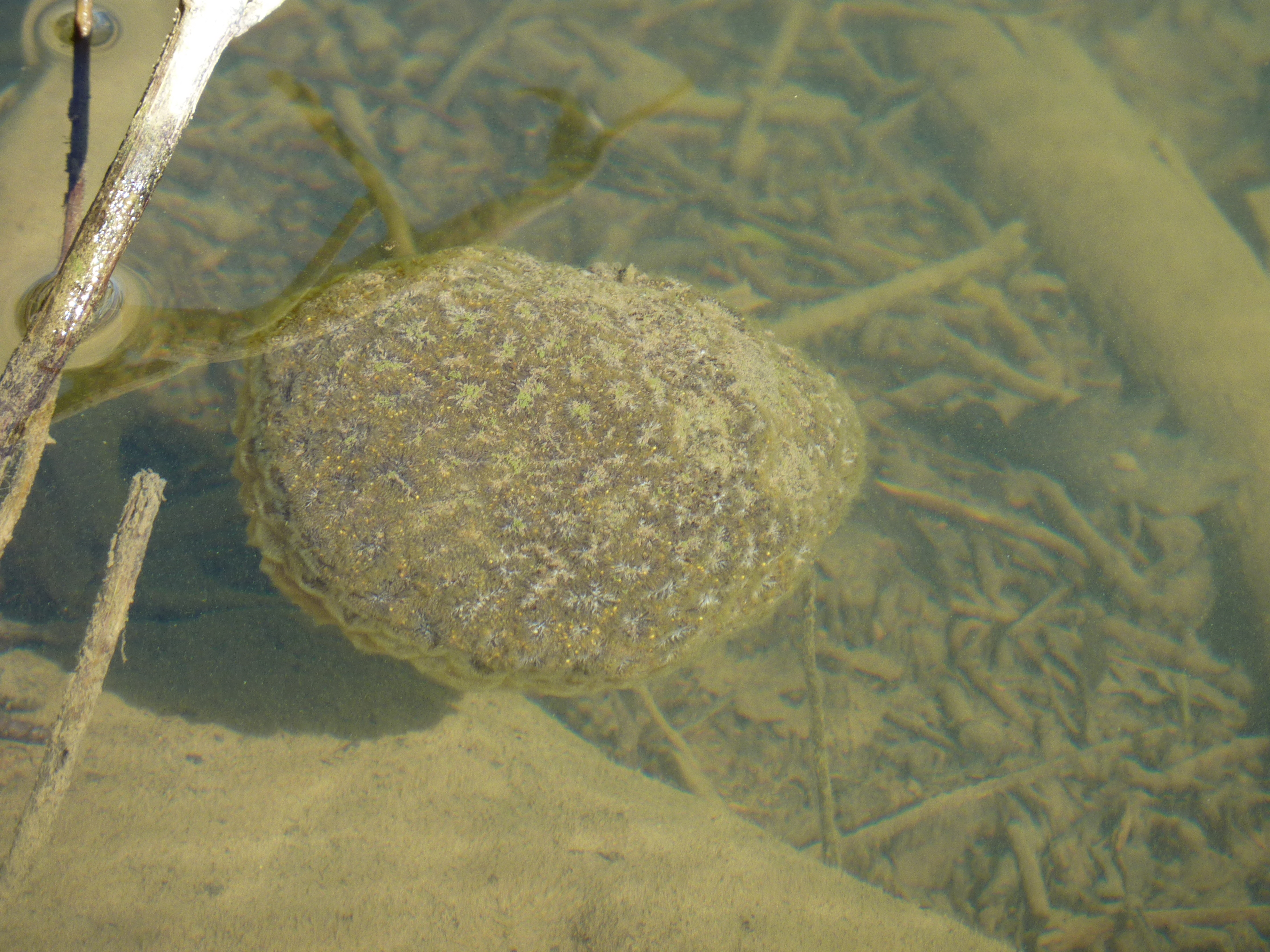
Zoarium
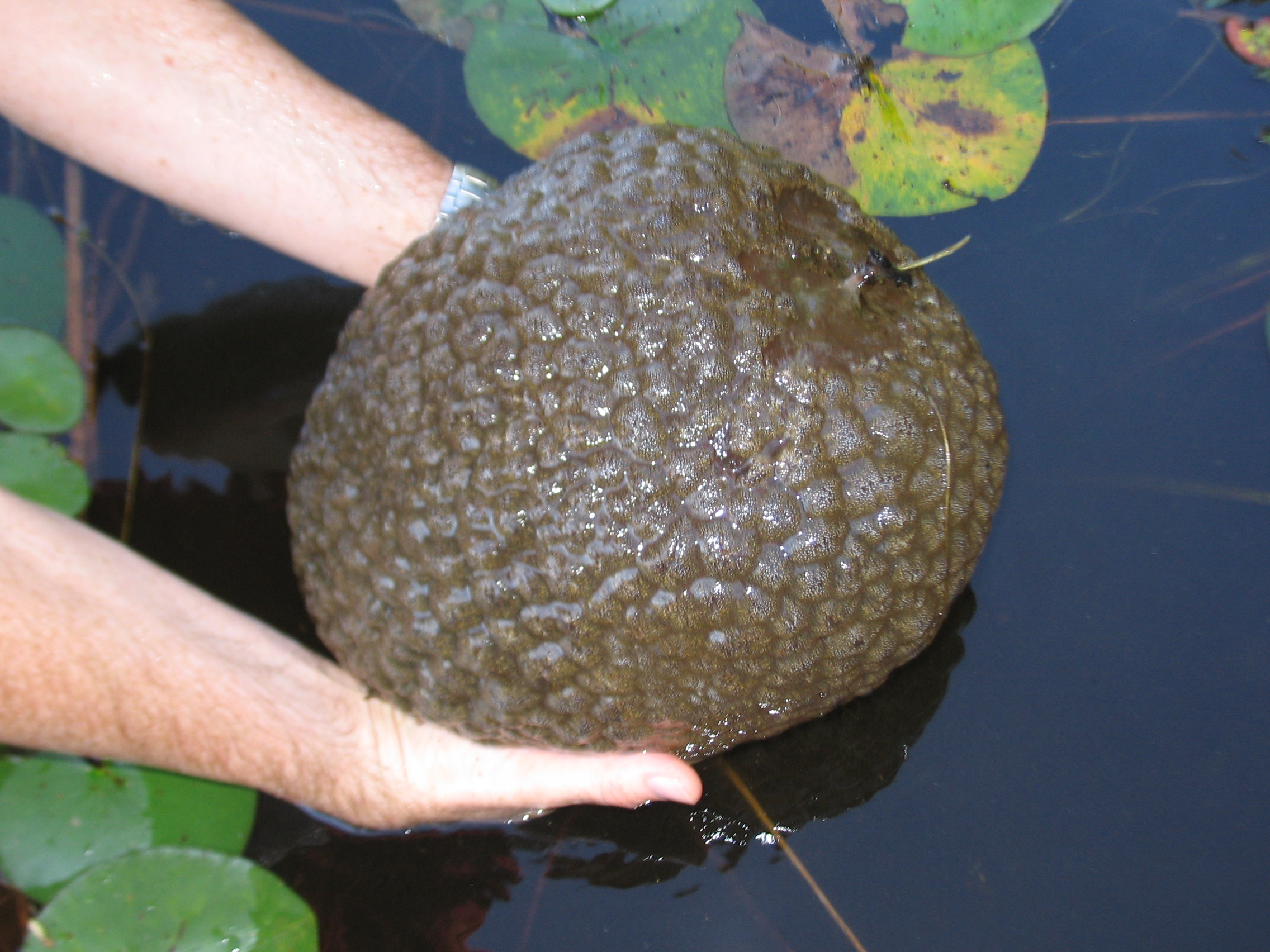
Zoarium sorti de l'eau
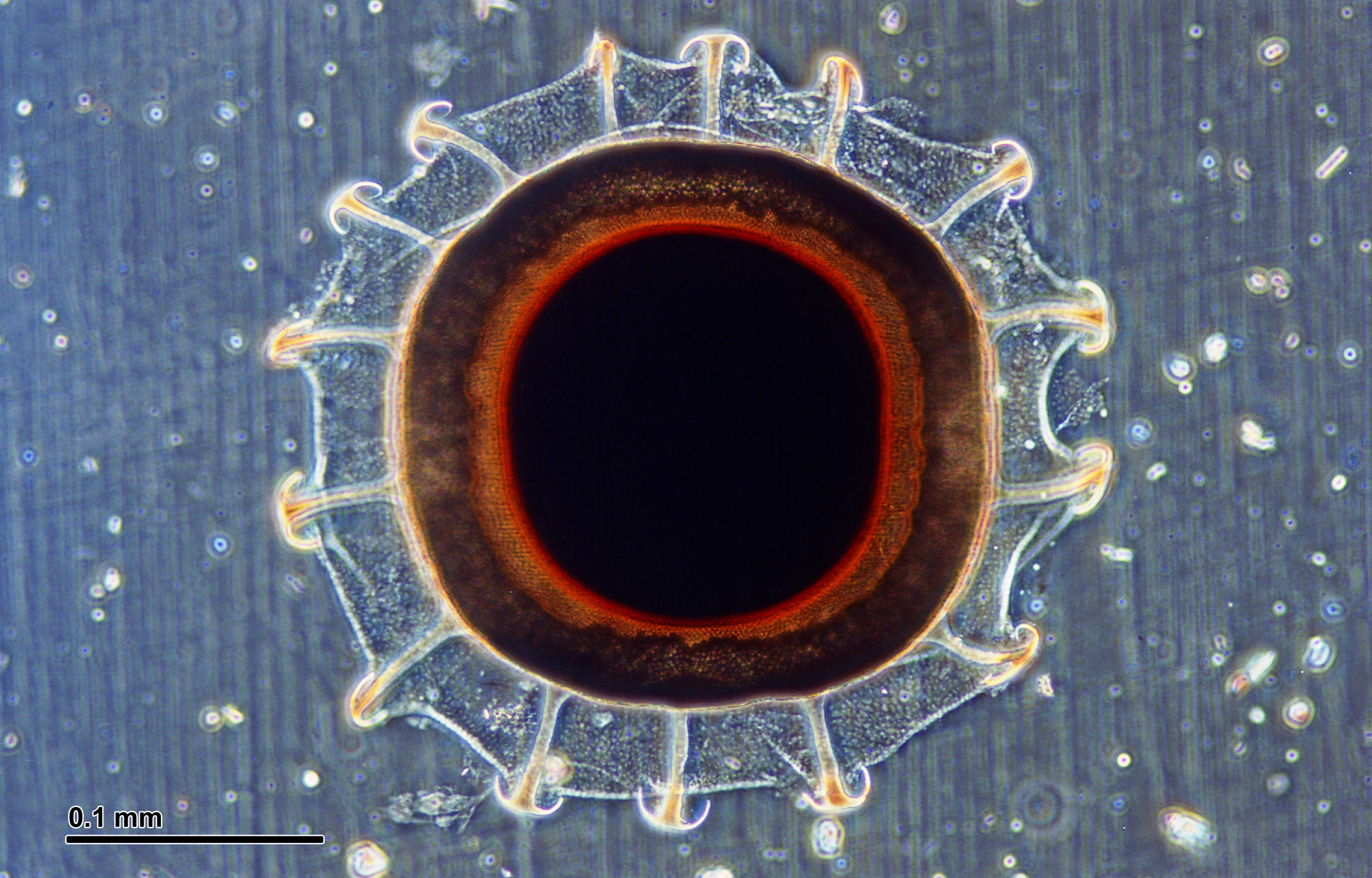
Statoblaste reproductif, vu au microscope.
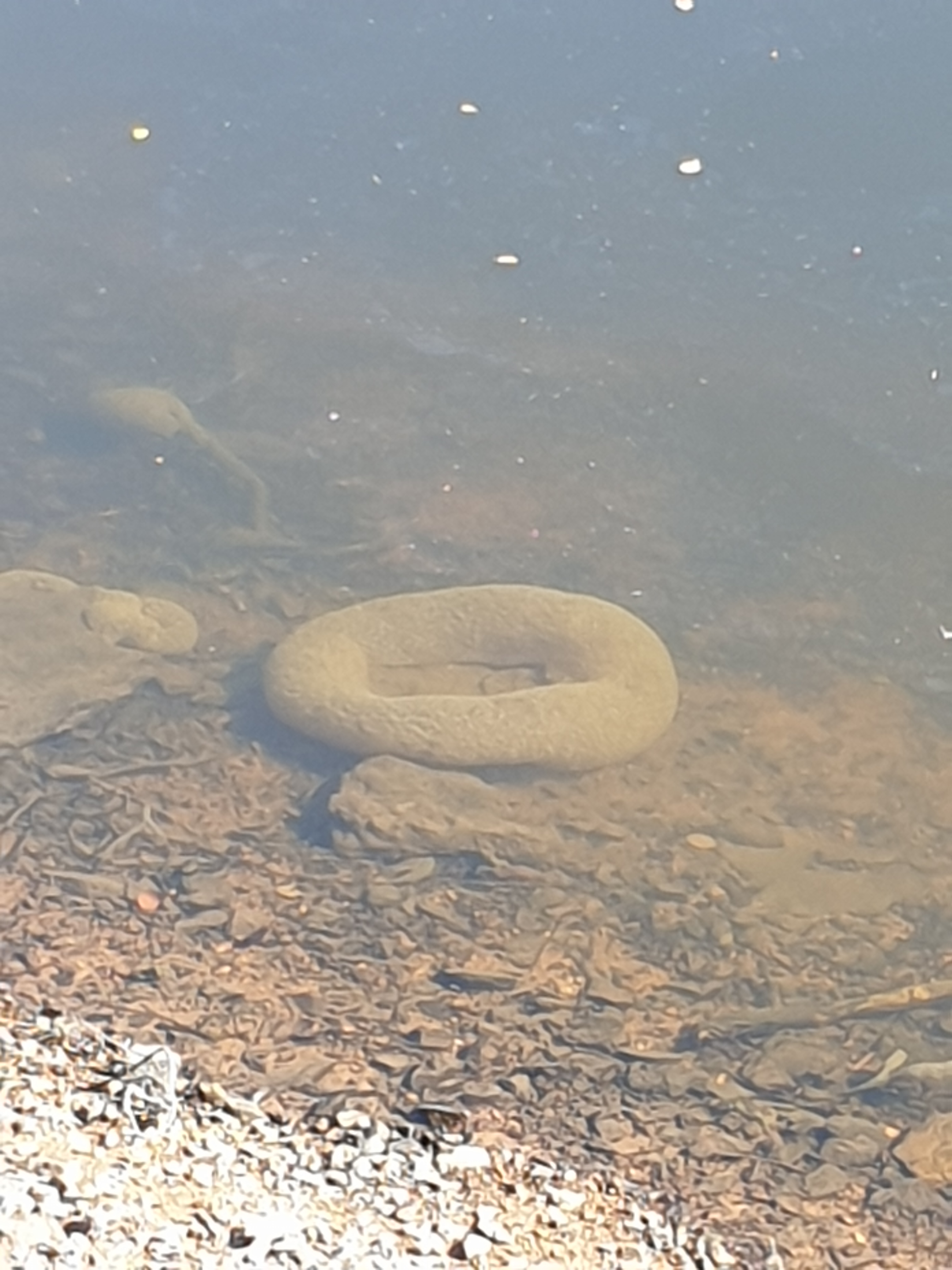
Pectinatelle sous l'eau.

## Alimentation
Comme tous les bryozoaires, P. magnifica est microphage. Elle filtre l'eau grâce aux tentacules du lophophore qui amènent ensuite les particules retenues vers la bouche. P. magnifica peut ainsi contribuer à l'autoépuration des eaux.

## Reproduction
P. magnifica produit des statoblastes, éléments de reproduction asexuée qui, chez cette espèce, sont de grande taille, de l'ordre d'un millimètre, légèrement incurvés, au contour plutôt circulaire. Ces statoblastes sont formés par une capsule renfermant du matériel germinatif et enchâssée dans un anneau pneumatique périphérique (flotteur) qui leur permet de flotter et de se disperser dans l'eau ; ce sont des flottoblastes. L'anneau est constitué de deux valves, l'une dorsale, l'autre ventrale, réunies par la suture. L'anneau porte des épines en forme d'ancre, à hampe aplatie pourvue de deux crochets qui servent aux flottoblastes à s'accrocher entre eux et/ou à un support dans l'eau, mais aussi au corps d'animaux aquatiques (poils ou plumes surtout) qui peuvent ainsi assurer leur dissémination bien au-delà de leur milieu aquatique d'origine. Le nombre des épines se situe entre 10 et 27.
Les statoblastes formés en été peuvent être libérés par la désagrégation accidentelle partielle ou totale de la colonie. Au cours de l'automne, les colonies de P. magnifica se décomposent toutes et libèrent les très nombreux statoblastes dont elles sont bourrées. Ces statoblastes passent l'hiver en quiescence et germent dès que la température de l'eau se rapproche de 18-20 °C (mai/juin en Ohio, USA). Les colonies qui se développent alors libèrent des larves (juillet, août) qui après avoir d'abord nagé librement dans l'eau, se fixent après métamorphose pour former de nouvelles colonies (reproduction sexuée). Ces colonies, tout comme les colonies parentales, qui persistent et s'accroissent, produisent des statoblastes qui assureront la reproduction asexuée de l'espèce.
Les très jeunes colonies de P. magnifica sont capables de se déplacer en glissant sur le substrat; lors de ce mouvement, elles peuvent s'étrangler pour former des colonies-filles qui se séparent lentement. C'est là un moyen supplémentaire de multiplication.

## Une espèce originaire de l'Amérique du Nord
P. magnifica est une espèce invasive originaire de l'Amérique du Nord, découverte en 1851 dans les environs de Philadelphie (Pennsylvanie, USA) par Joseph Leidy (1823-1891) qui l'a décrite en septembre 1851 sous le nom inadapté de Cristatella magnifica ; reconnaissant vite son erreur, il en a fait deux mois plus tard Pectinatella magnifica .
Pour s'installer en Europe, P. magnifica a dû traverser l'océan, probablement dans l'eau de ballast d'un navire. C'est ainsi qu'elle est arrivée dans la région de Hambourg, sa première station européenne, où elle a été découverte par le zoologiste allemand Karl Kraepelin (1848-1915) en automne 1883 dans la Bille, une rivière tributaire de l'Elbe. Elle s'est ensuite étendue vers le sud-est atteignant la région de Berlin (1902), la Pologne (1905) et la Tchécoslovaquie (1928), puis la Roumanie, au début des années 1960, et enfin la Turquie où elle a été signalée en 1957.
En 1972, P. magnifica a été rencontrée pour la première fois au Japon, dans le lac Kawaguchi au nord du mont Fuji. En 1996, P. magnifica a été trouvée en Corée du Sud.
En France, P. magnifica a été découverte en 1995 dans l'étang de la Héronnière près de Nomexy (département des Vosges) dans la vallée de la Moselle. Cette découverte a été signalée en 1996. Auparavant, elle avait déjà été trouvée en 1994 sur le canal de la Haute-Saône, à la hauteur de Bermont (Territoire de Belfort); cette observation non publiée à l'époque, n'a été signalée qu'en 2002. Actuellement, P. magnifica est connue de nombreuses régions de France dont la Corse (2006) et la Bretagne (2007). Elle a été observée dans l'Allier en 2011 dans l'étang de Saint-Bonnet, (puis en septembre 2021 dans étang de Saloup[réf. nécessaire], en forêt de Tronçais), et dans la région Midi-Pyrénées notamment dans le Lot en 2004 à Puy-l'Évêque et le Tarn à Albi et dans son affluent l'Agout à Ambres (2012). Elle a également été observée dans l'Yonne au déversoir de l'étang de Guédelon, dans la Nièvre dans l'étang du Goulot à Lormes et en Moselle dans l'étang de Haspelschiedt (2013). Aussi présente en Saône-et-Loire, elle s'est développée dans un lac de rétention d'eau se déversant dans le canal du Centre, le lac de Montaubry. En septembre 2024 au lac de Maury (Aveyron)[réf. nécessaire].
En Autriche, P. magnifica a été découverte en 1999 en Basse-Autriche près de la frontière avec la République tchèque. Dans les Pays-Bas. des statoblastes de P. magnifica ont été trouvés en avril 2003 et des colonies en septembre 2005. En Suisse, la Pectinatelle a été vue pour la première fois en 2010.
Au Grand-Duché de Luxembourg, de très nombreuses colonies de P. magnifica ont été signalées en 2012 dans le lac de barrage de la Haute-Sûre dans le nord du pays. Des statoblastes avaient été recueillis en septembre 2001 à quelques dizaines de mètres de la frontière germano-luxembourgeoise, du côté allemand, à Nennig (Saarland) dans un étang situé près de la Moselle et dans un diverticule de la Moselle.